# Gonomyia (Leiponeura) nilgiriensis
Gonomyia (Leiponeura) nilgiriensis is een tweevleugelige uit de familie steltmuggen (Limoniidae). De soort komt voor in het Oriëntaals gebied.